# Бультеї
Бультеї (італ. Bultei, сард. Burtei) — муніципалітет в Італії, у регіоні Сардинія,  провінція Сассарі.
Бультеї розташоване на відстані близько 330 км на південний захід від Рима, 140 км на північ від Кальярі, 55 км на південний схід від Сассарі.
Населення — 1005 осіб (2014).

## Демографія
Населення за роками:

Станом на 1 січня 2023 року в муніципалітеті офіційно проживало 20 іноземців з 6 країн, серед них 15 громадян країн Євросоюзу.

## Сусідні муніципалітети
- Анела
- Бенетутті
- Боно
- Нугеду-Сан-Ніколо
- Паттада